# Pro12 2013-14
La temporada 2013-14 de la Pro12 de rugby fue la decimotercera edición de la liga profesional de rugby union.
De entre los 12 equipos que participaron esta temporada, 4 de ellos son irlandeses: Connacht, Leinster, Munster y Ulster; cuatro galeses: Cardiff Blues, Newport Gwent Dragons, Ospreys y el Scarlets,  dos escoceses: Edinburgh y el Glasgow Warriors y dos italianos: Benetton Treviso y Zebre.

## Clasificación
- 4 puntos por ganar.
- 2 puntos por empatar.
- 1 punto bonus por perder por siete puntos o menos.
- 1 punto bonus por anotar cuatro o más tries en un partido.

| Pos. | Equipo            | PJ | Gan | Emp | Per | PaF | PeC | Dif  | BP | Pts |
| ---- | ----------------- | -- | --- | --- | --- | --- | --- | ---- | -- | --- |
| 1    | Leinster Rugby    | 22 | 17  | 1   | 4   | 554 | 352 | 202  | 12 | 82  |
| 2    | Glasgow Warriors  | 22 | 18  | 0   | 4   | 484 | 309 | 175  | 7  | 79  |
| 3    | Munster Rugby     | 22 | 16  | 0   | 6   | 538 | 339 | 199  | 10 | 74  |
| 4    | Ulster Rugby      | 22 | 15  | 0   | 7   | 470 | 319 | 151  | 10 | 70  |
| 5    | Ospreys Rugby     | 22 | 13  | 1   | 8   | 571 | 388 | 183  | 12 | 66  |
| 6    | Llanelli Scarlets | 22 | 11  | 1   | 10  | 435 | 438 | -3   | 9  | 55  |
| 7    | Cardiff Blues     | 22 | 8   | 1   | 13  | 425 | 538 | -113 | 7  | 41  |
| 8    | Edinburgh Rugby   | 22 | 7   | 0   | 15  | 397 | 526 | -129 | 10 | 38  |
| 9    | Newport Dragons   | 22 | 7   | 1   | 14  | 392 | 492 | -100 | 5  | 35  |
| 10   | Connacht Rugby    | 22 | 6   | 0   | 16  | 371 | 509 | -215 | 11 | 35  |
| 11   | Benetton Treviso  | 22 | 5   | 1   | 16  | 376 | 591 | -215 | 8  | 30  |
| 12   | Zebre Rugby       | 22 | 5   | 2   | 15  | 347 | 559 | -212 | 5  | 29  |

|  | Clasificado a Post-temporada. |

## Fase final

### Semifinales
| 16 de mayo de 2014 | Glasgow Warriors | 16 - 15 | Munster Rugby | Scotstoun Stadium, Glasgow, |  |

| 17 de mayo de 2014 | Leinster Rugby | 13 – 9 | Ulster Rugby | RDS Arena, Dublín, |  |

### Final
| 31 de mayo de 2014 | Leinster Rugby | 34 – 12 | Glasgow Warriors | RDS Arena, Dublín,              |  |
|                    |                |         |                  | Asistencia: 19.200 espectadores |  |

| Bandera de Irlanda |
| Campeón Leinster   |
| Cuarto título      |